# Batem à Porta
Batem à Porta (no original, Knock at the Cabin) é um longa-metragem de terror pós-apocalíptico estadunidense escrito, dirigido e produzido por M. Night Shyamalan para a Blinding Edge Pictures. Uma adaptação do livro The Cabin at the End of the World de Paul G. Tremblay, o filme é estrelado por Dave Bautista, Rupert Grint, Nikki Amuka-Bird, Ben Aldridge e Jonathan Groff. Foi lançado nos Estados Unidos em 3 de fevereiro de 2023, pela Universal Pictures.

## Elenco
- Dave Bautista - Leonard
- Jonathan Groff - Eric
- Ben Aldridge - Andrew
- Rupert Grint - Redmond
- Nikki Amuka-Bird - Rita Lopes
- Kristen Cui - Wen
- Abby Quinn - Adriane
- M. Night Shyamalan - Homem  no infomercial

## Produção
Em setembro de 2019, a Universal Pictures anunciou seus planos de distribuir dois filmes de suspense com financiamento independente, então sem título, escritos e dirigidos por M. Night Shyamalan. Em julho de 2021, Tempo foi lançado como o primeiro filme dessa parceria. Em entrevistas à imprensa para Old, Shyamalan disse que estava trabalhando na adaptação de um romance que ele havia escolhido, e disse à Wired que estava na metade do primeiro rascunho. De acordo com Shyamalan, o roteiro do filme foi o mais rápido que ele já havia escrito em sua carreira. Em outubro, o título do filme foi revelado como Knock at the Cabin.
Em dezembro de 2021, Dave Bautista se juntou ao elenco. Shyamalan citou a atuação de Bautista em Blade Runner 2049 (2017) como a principal razão pela qual ele queria o ator em seu filme. No início de 2022, Rupert Grint, Nikki Amuka-Bird, Ben Aldridge e Jonathan Groff foram adicionados ao elenco. Insiders disseram ao Bloody Disgusting que o filme seria semelhante ao romance de 2018, The Cabin at the End of the World, de Paul G. Tremblay. As filmagens começaram em 19 de abril de 2022, em Condado de Burlington, Nova Jérsia. Shyamalan optou por filmar Knock at the Cabin com lentes da década de 1990, para dar ao filme um visual de "suspense da velha escola".

## Lançamento
Knock at the Cabin está agendado para ser lançado nos Estados Unidos em 3 de fevereiro de 2023, pela Universal Pictures. Foi provisoriamente agendado para 17 de fevereiro de 2023.
No Brasil, o filme está agendado para ser lançado em 2 de fevereiro de 2023.